# آدامز، شهرستان آدامز، ویسکانسین
آدامز (به انگلیسی: Adams) یک شهرک در ایالات متحده آمریکا است که در شهرستان آدامز واقع شده‌است.

## خصوصیات
آدامز ۱۳۱٫۰ کیلومترمربع مساحت و ۱٬۳۴۵ نفر جمعیت دارد و ۲۹۶ متر بالاتر از سطح دریا واقع شده‌است.